# Björn Ed
Björn Ed, född 11 september 1943 i Malmö, är en svensk utställningsarkitekt och utställningsformgivare som haft stor betydelse för mediets utveckling, både praktiskt och teoretiskt.

## Biografi
Björn Ed föddes i Malmö och flyttade i tioårsåldern till Stockholm. Efter studier på Whitlockska gymnasiet gick han 1961 en sommarkurs för Carl Malmsten på Capellagården, varpå han sökte och kom in på Konstfack i Stockholm. Vid sidan av arbete på arkitektkontor studerade han sedan under 1960-talet på Konstfacks aftonskola där han utbildade sig till möbel- och inredningsarkitekt. Från 1968 har Björn Ed ägnat sig åt att formge utställningar, först som frilansande utställningsarkitekt, därefter som anställd på Riksutställningar från början av 1970-talet och framåt och under senare år åter som frilans. Bland uppdragsgivarna kan nämnas Ottenby fågelstation naturum, Eketorps borg och Nobelmuseet.

## Utställningar i urval
- Kropp, mode, kläder, Riksutställningar tillsammans med Folkparkernas centralorganisation, 1972[2]
- Det växer i Skellefteå – men hur? (1972)[3]
- Vem är Sama från Ghana? Riksutställningar tillsammans med Unicef och Sida, 1976[2]
- Bundna händer – indianskt hantverk från Sydamerika, Riksutställningar tillsammans med Latinamerika-Institutet, Folkhögskolans lärarförening, Folkbildningsförbundet och Sida, 1977[2]
- Kråkfötter och krusiduller, Riksutställningar tillsammans med Skolöverstyrelsen,1990-1996[2]
- Riksdag i Gefle 1792, länsmuseet i Gävle, 1992[4]
- Buller om huller – en bråkstavsutställning för barn, Riksutställningar tillsammans med Gävleborgs länsmuseum och Statens kulturråd, 1994-1996[2][5]
- Tomas Tranströmer – att gå in i själva verkligheten, Nobelmuseet 2013[6]
- Lekstäver och orddjur, Kalmar läns museum, 2014[7]
- Hägna ut och hägna in – gärdesgränser och bete på Stora alvaret, Länsstyrelsen Kalmar län, 2015[8]

## Utmärkelser
- Lidmanpriset 2005[9] från Bild och Ord Akademien
- Årets guldform 2014[10] från Utställningsestetiskt forum